# Profesionalen Futbolen Klub Lokomotiv Plovdiv 2016-2017
Questa voce raccoglie le informazioni riguardanti il Profesionalen Futbolen Klub Lokomotiv Plovdiv nelle competizioni ufficiali della stagione 2016-2017.

## Rosa
Fonte:
| N. |                               | Ruolo | Calciatore           |
| -- | ----------------------------- | ----- | -------------------- |
|    | Marocco (bandiera)            | P     | Yassine El Kharroubi |
|    | Bulgaria (bandiera)           | P     | Pavlin Evtimov       |
|    | Bulgaria (bandiera)           | P     | Kristijan Kacarev    |
|    | Bulgaria (bandiera)           | P     | Ilko Pirgov          |
|    | Brasile (bandiera)            | D     | Choco                |
|    | Bulgaria (bandiera)           | D     | Arhan Isuf           |
|    | Bulgaria (bandiera)           | D     | Kiril Kotev          |
|    | Bulgaria (bandiera)           | D     | Plamen Krumov        |
|    | Macedonia del Nord (bandiera) | D     | Robert Petrov        |
|    | Bulgaria (bandiera)           | D     | Aleksandăr Tunčev    |
|    | Bulgaria (bandiera)           | D     | Dimităr Velkovski    |
|    | Bulgaria (bandiera)           | D     | Dimităr Vezalov      |
|    | Bulgaria (bandiera)           | D     | Pavel Vidanov        |
|    | Bulgaria (bandiera)           | C     | Dimo Bakalov         |
|    | Bulgaria (bandiera)           | C     | Petăr Glavčev        |

| N. |                               | Ruolo | Calciatore         |
| -- | ----------------------------- | ----- | ------------------ |
|    | Bulgaria (bandiera)           | C     | Ijad Hamud         |
|    | Macedonia del Nord (bandiera) | C     | Stefan Jevtoski    |
|    | Bulgaria (bandiera)           | C     | Dani Kiki          |
|    | Slovenia (bandiera)           | C     | Dino Martinović    |
|    | Spagna (bandiera)             | C     | Miguel Luque       |
|    | Bulgaria (bandiera)           | C     | Dimităr Minčev     |
|    | Portogallo (bandiera)         | C     | Paulo Teles        |
|    | Macedonia del Nord (bandiera) | C     | Vančo Trajanov     |
|    | Tagikistan (bandiera)         | C     | Parvizçon Umarbaev |
|    | Bulgaria (bandiera)           | A     | Martin Kamburov    |
|    | Bulgaria (bandiera)           | A     | Filip Kolev        |
|    | Bulgaria (bandiera)           | A     | Veselin Marčev     |
|    | Bulgaria (bandiera)           | A     | Ajkut Janakov      |
|    | Bulgaria (bandiera)           | A     | Dimităr Zakonov    |